# Nipa

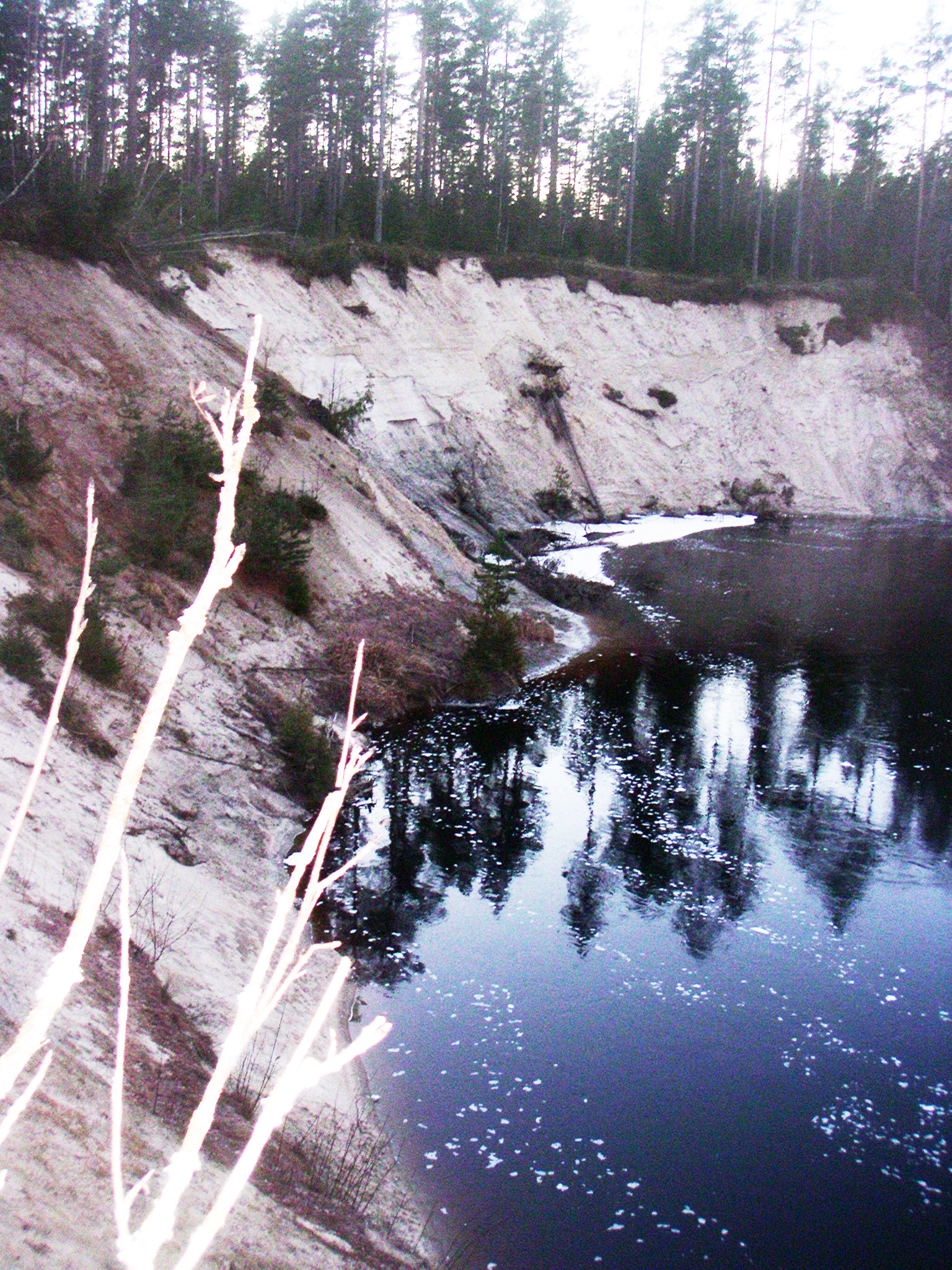
Nipor vid Moälven i Ångermanland.

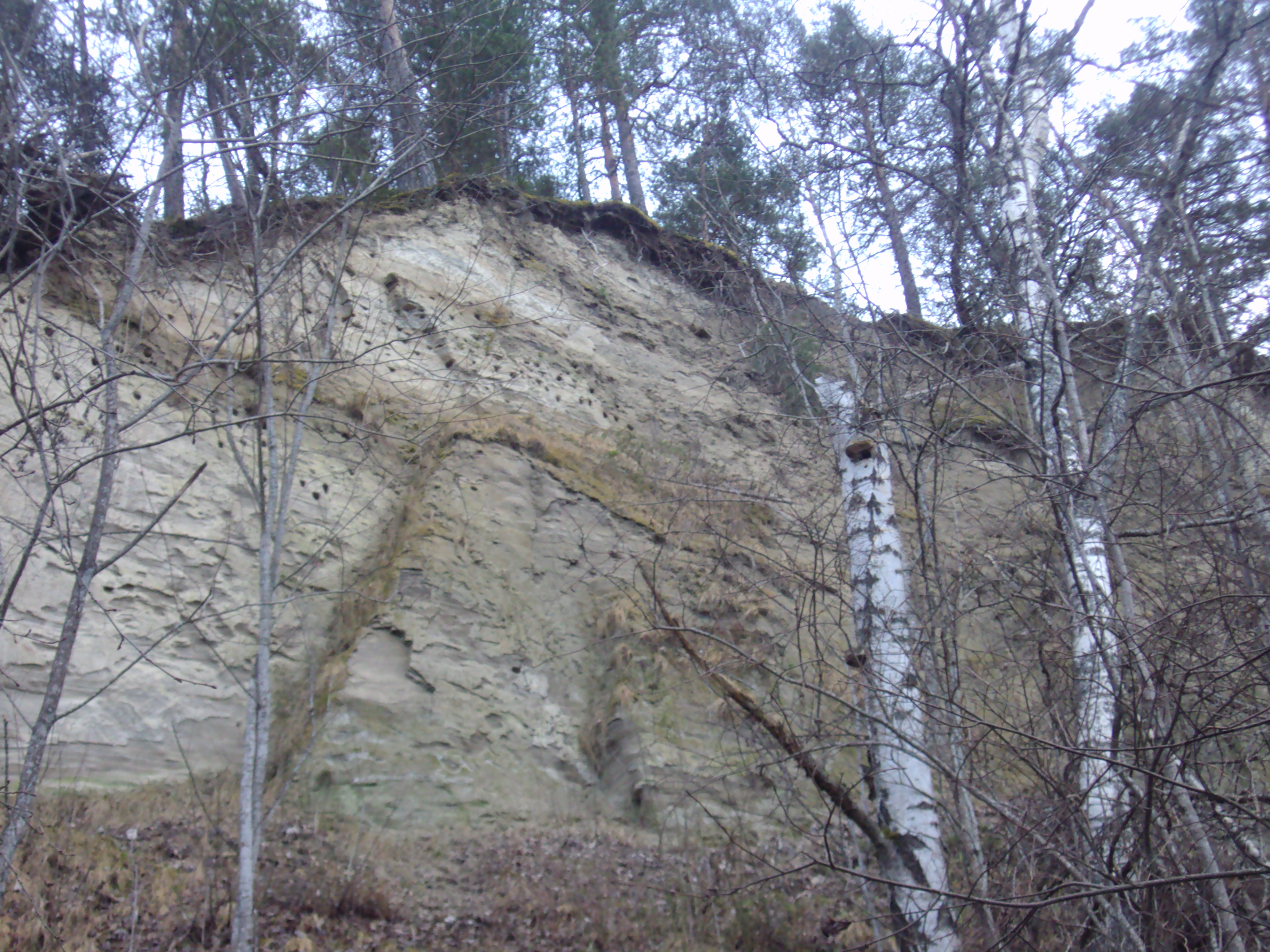
Svalnipan i Granvågsnipornas naturreservat vid sammanflödet av Faxälven och Ångermanälven i Ångermanland.

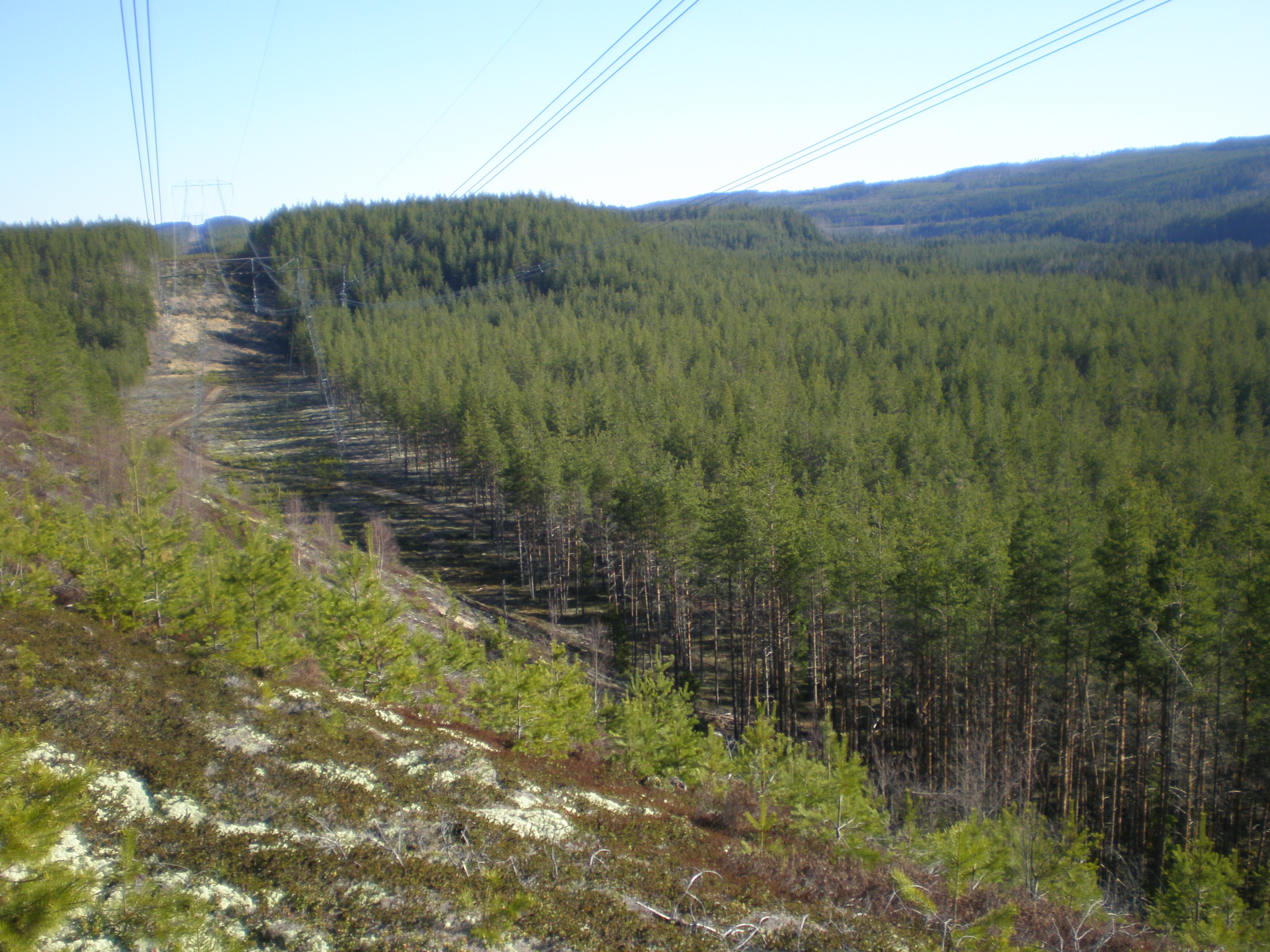
Nipor intill Rottnan nära Uddheden i Värmland.

Nipa kallas i norrländska älvar den erosionsbrant av sand som i vissa fall uppstår. Resultatet blir att älven flyter fram mellan höga sandbankar. Sollefteå kallas för nipornas stad.
Nipor är uppbyggda av sand- och siltavlagringar. De förekommer i de större norrländska älvdalarna under högsta kustlinjen. Speciellt Ångermanälven är känd för sina nipor, men de förekommer exempelvis även vid Umeälven samt i Värmland vid Rottnan uppströms sammanflödet med Granån.
Niporna har bildats genom att älvarna i samband med landhöjningen har skurit sig ner i sina tidigare avsatta sediment. Niporna kan bli upp till omkring 50 meter höga och kan bli mycket branta och nästan vertikala, särskilt i de övre delarna där siltinnehållet ofta är högt. En anledning till detta är att negativa portryck orsakar en cementering i silten.
Nip-ras förekommer ibland och då vanligen genom undergripande erosion, exempelvis vid höga flöden eller genom mänskliga åtgärder, exempelvis schaktarbeten eller vattenomledningar på nipans översida.